# أوضح المسالك
أوضح المسالك إلى ألفية ابن مالك كتاب في علم النحو، مؤلفه ابن هشام الأنصاري، والكتاب هو شرح «ألفية النحو» للإمام ابن مالك.

## أوضح المسالك
كتاب أوضح المسالك إلى ألفية ابن مالك كتاب في اللغة العربية في علم النحو، هو أحد شروح ألفية النحو المعروفة بـألفية ابن مالك، نسبة إلى مؤلفها الإمام ابن مالك، وهي منظومة من بحر الرجز، سميت ألفية؛ لأن عدد أبياتها قرابة ألف بيت، ومؤلف الكتاب المسمى بـ أوضح المسالك هو: جمال
الدين المعروف بـابن هشام الأنصاري من أئمة اللغة العربية، وقد شرح الألفية في هذا الكتاب، ووضح معانيها، وبين محتواها بأسلوب قريب لفهم القارئ والمتعلم، فصل إجمالها، وذكر الشواهد وأقوال أئمة اللغة، والتقسيمات، وما يوجد من أوجه في الاستعمال أو القياس أو ما فيه شذوذ أوغير ذلك، وقد حظي الكتاب بقبول واسع في الأوساط العلمية، وقد طبع الكتاب لعدة مرات، وكان الأكثر تداولاً الكتاب الذي قام بتحقيقه محمد محيي الدين عبد الحميد.

## شرح الألفية
يعد كتاب «أوضح المسالك» أحد شروح الألفية الأكثر انتشاراً، وتعدد الشروح يرجع إلى مدى أهميتها بالنسبة للقيمة العلمية للألفية النحوية، التي سعت إليها مسالك الشروح، فالألفية عند علماء النحو تعد خلاصة المدرسة النحوية لابن مالك، فهي تلخيص للقواعد النحوية، وتتميز بالعبارات الجزلة الرصينة الخالية عن الحشو، فمؤلفها ابن مالك اعتمد في صياغتها على الاختصار وتجنب الحشو، وهذا يدركه المتمرسون في اللغة، وأما من كانت معرفته بالنحو محدودة؛ فإنه قد يجد صعوبة في فهمها، أو قد تكون بعض عباراتها غامضة أو أشبه بالألغاز، وكل هذا مما جعل مسالك النحاة تسعى إلى شرحها، وتختلف هذه الشروح في مسالكها بين التوسع والإيجاز، ولكن لما كان التوسع لا يناسب المتعلم البسيط؛ عمل ابن هشام الأنصاري على جعل الشرح توضيحاً يسهل معرفته بطريقة ميسرة.

## مقدمة الكتاب
| أوضح المسالك | الحمد لله رب العالمين، والصلاة والسلام الأتمان الأكملان على سيدنا محمد خاتم النبيين وإمام المتقين قائد الغر المحجلين وعلى آله وصحبه أجمعين صلاة وسلاما دائمين بدوام السموات والأرضين. أما بعد حمد لله مستحق الحمد وملهمة ومنشىء الخلق ومعدمه والصلاة والسلام على أشرف الخلق وأكرمه المنعوت بأحسن الخلق وأعظمه محمد نبيه وخليله وصفيه وعلى آله وأصحابه وأحزابه وأحبابه، فإن كتاب الخلاصة الألفية في علم العربية نظم الإمام العلامة جمال الدين أبي عبد الله محمد ابن مالك الطائي -رحمه الله-؛ كتاب صغر حجما وغزر علما غير أنه لإفراط الإيجاز قد كاد يعد من جملة الألغاز، وقد أسعفت طالبيه بمختصر يدانيه وتوضيح يسايره ويباريه وأحل به ألفاظه وأوضح معانيه وأحلل به تراكيبه وأنقح مبانيه وأعذب به موارده وأعقل به شوارده أخلى منه مسألة من شاهد أو تمثيل وربما أشير فيه إلى خلاف أو نقد أو تعليل ولم آل جهدا في توضيحه وتهذيبه وربما خالفته في تفصيله وترتيبه وسميته: "أوضح المسالك إلى ألفية ابن مالك" وبالله أعتصم وأسأله العصمة مما يصم لا رب غيره ولا مأمول إلا خيره عليه توكلت وإليه أنيب. | أوضح المسالك |

## الأعمال عليه المطبوعة[2]

### الحواشي والتعليقات
التصريح على التوضيح لخالد الأزهري، فرغ منه 896هـ. ولياسين الحمصي حاشية عليه مطبوعة معه.
حاشية ابن كيران المتوفى 1227هـ، طبعت بفاس 1315هـ في 2مجلد.
شرح أوضح المسالك ونظمه المسمى بـ كشف الخفاء والغطاء لأبي عبد الله محمد بن حمدون بن الحاج السلمي المتوفى سنة 1274 هـ، طبع بفاس 1315هـ.
بغية السالك إلى أوضح المسالك لعبد المتعال الصعيدي.
منار السالك إلى أوضح المسالك لمحمد عبد العزيز النجار وعبد العزيز حسن، طبع 1349هـ.
ضياء السالك إلى أوضح المسالك لمحمد عبد العزيز النجار.
إرشاد السالك إلى تحقيق أوضح المسالك لمحمد محيي الدين عبد الحميد، وهو الشرح الوجيز وطبع في مجلد واحد.
هداية السالك إلى أوضح المسالك لمحمد محيي الدين عبد الحميد، وهو الشرح الوسيط لعبد الحميد، وهو في 3 مجلد.
عدة السالك إلى تحقيق أوضح المسالك لمحمد محيي الدين عبد الحميد، وهو خلاصة الشرح الكبير لعبد الحميد وهو يبلغ ضعف الشرح الوسيط (هداية السالك)، وهو في 4 مجلد.
الشرح الكبير على أوضح المسالك لمحمد محيي الدين عبد الحميد، ولم يطبع.

### شرح الشواهد وهي 583 شاهد:[4]
تكميل المرام بشرح شواهد ابن هشام لمحمد الفاسي، طبع بفاس 1310هـ.
روضة المنى وبلوغ المرام بجمع شواهد المكودي وابن هشام للزرهوني المتوفى 1260هـ، طبع بفاس 1321هـ.
المقاصد النحوية وهو شرح شواهد شروح الألفية المشهور بشرح الشواهد الكبرى للعيني، شرح فيه شواهد شروح الألفية لابن الناظم والمرادي وأوضح المسالك وابن عقيل. طبع على هامش خزانة الأدب لعبد القاهر البغدادي.
فرائد القلائد في مختصر شرح الشواهد للعيني وهو مختصر للشواهد الكبرى ويعرف بالشواهد الصغرى. طبع بمصر 1297هـ.

### تهذيبه
تهذيب أوضح المسالك لمحد سالم وأحمد مصطفى المراغي، طبع في القاهرة 1329هـ.